# Panula inconstans
Panula inconstans là một loài bướm đêm trong họ Erebidae.